# Comté d'Østfold
Le comté d’Østfold est un comté norvégien situé au sud du pays. Il est voisin du comté d’Akershus. Il partageait également une frontière commune avec les comtés suédois de Västra Götaland et Värmland. Son centre administratif se situe à Sarpsborg.
À la suite de la réforme des comtés de 2017, il est intégré à partir de 2020 dans le comté de Viken avec les comtés d'Akershus et de Buskerud ; finalement, en février 2022, l'assemblée régionale de Viken approuve la demande officielle de dissolution du comté, qui entre en vigueur le 1er janvier 2024.

## Informations générales
L’Østfold compte parmi les endroits les plus anciennement habités du pays, comme le prouvent les nombreux monticules féodaux éparpillés à travers la campagne. 
Au cours de l’ère viking, la région fut temporairement sous domination suédoise, avant l’avènement de Harald Ier. Plus tard, à l’époque de la domination danoise sur la Norvège, le roi de Danemark divisa ces terres en de nombreuses baronnies. Cela se traduit, jusqu’à aujourd’hui, par le fait que l’Østfold, contrairement à d’autres comtés, n’a pas de réelle unité culturelle mais constitue plutôt une mosaïque de petits pays et de villes.
L’Østfold est situé entre le fjord d’Oslo et la Suède. Le paysage est accidenté et très boisé. On y trouve les villes d’Askim, Fredrikstad, Moss, Mysen, Halden, et Sarpsborg, ce qui fait du comté un des plus urbanisés du pays. 
Les activités industrielles y sont assez diversifiées : Moss et Fredrikstad ont des chantiers navals, et des mines de granite sont exploitées en divers endroits du comté.

## Communes
Le comté d’Østfold est subdivisé en 18 communes (kommuner) au niveau local.
- Aremark
- Askim
- Eidsberg
- Fredrikstad
- Halden
- Hobøl
- Hvaler
- Marker
- Moss
- Rakkestad
- Rygge
- Rømskog
- Råde
- Sarpsborg
- Skiptvet
- Spydeberg
- Trøgstad
- Våler